# 원종욱
원종욱(1977년 3월 5일~ )은 대한민국의 전직 스타크래프트 코치이며 스타크래프트 II 프로게임단인 STARTALE의 전 감독이다.

## 활동
- 경기도 여주 고등학교 졸업, e스포츠계에 발을 담그기 전까진 해군 부사관으로 6년 동안 생활
- 2003년 투나 SG에서 매니저로 활동
- 2004년 팬택&큐리텔 큐리어스(현 위메이드 폭스)의 코치로 활동
- 2007년 팬택 EX(현 위메이드 폭스)의 기존 감독이었던 성재명이 건강 악화로 인해 감독직을 사퇴, 팬택 EX의 감독대행직을 수행
- 2007년 IEF 한,중 국가대항전 한국팀 국가대표 감독으로 활동
- 2008년 12월까지 위메이드 폭스의 수석코치로 활동하다 사퇴
- 이후 1년 8개월간 공백기를 갖은 뒤 e스포츠 계에 복귀하여 스타크래프트 II 게임단 스타테일을 창단
- 2010년 9월부터 스타테일의 감독직을 수행 하고 있으며, 스타크래프트 II 협의회 초대 회장을 역임
- 2011년 10월 리그오브레전드팀(League Of Legends)을 추가로 창단하여 운영중 연봉 협상 결렬로 2012년 8월 해체
- 2012년 8월부터 카운터 스트라이크팀 Project_kr을 후원
- 2012년 e스포츠 연맹 회장에 선출
- 2012년 10월 19일 TSL팀에 대한 사태에 대해 책임을 지고 e스포츠 연맹 회장직에서 사퇴

## 수상 내역
- 2004년 3월 네오위즈 피망배 프로리그 준우승 (투나SG)
- 2004년 10월 SKY배 프로리그 2Round 우승 (팬택&큐리텔 큐리어스)
- 2005년 1월 SKY배 프로리그 라운드 통합 1위 (팬택&큐리텔 큐리어스)
- 2005년 2월 SKY배 프로리그 그랜드 파이널 준우승 (팬택&큐리텔 큐리어스)
- 2005년 3월 MBC MOVIES배 팀리그 준우승 (팬택&큐리텔 큐리어스)
- 2011년 1월 곰tv 조텍배 팀초청전 우승 (스타테일)
- 2011년 2월 곰tv GSTL(팀리그) 준우승 (스타테일)
- 2011년 3월 곰tv GSTL(팀리그) 4강 (스타테일)
- 2011년 10월 곰tv GSTL Season1 조2위 PO진출 (스타테일)
- 2012년 4월 곰tv GSTL 라스베가스 준우승 (스타테일)